# Thaumastocaris
Thaumastocaris is een geslacht van kreeftachtigen uit de klasse van de Malacostraca (hogere kreeftachtigen).

## Soort
- Thaumastocaris streptopus Kemp, 1922